# Jonathan Vervoort
Jonathan Vervoort (Brussel, 13 augustus 1993) is een Belgisch voetballer die als verdediger speelt. Hij was Belgisch jeugdinternational.

## Carrière

### Jeugd
Jonathan Vervoort leerde voetballen bij RSC Anderlecht, dat hij aanvankelijk snel verliet voor FC Denderleeuw en later Eendracht Aalst. Na een afwezigheid van twee seizoenen keerde de jonge verdediger terug naar paars-wit.
In 2010 was hij ook te zien in het tv-programma De school van Lukaku.

### FC Eindhoven
In 2012 leende Anderlecht hem uit aan FC Eindhoven. Vervoort maakte op 14 september 2012 zijn debuut tegen Helmond Sport. Hij vormde het centrum van de verdediging samen met Sjors Paridaans.

### Charleroi
In de zomer van 2013 verkocht Anderlecht de verdediger aan Sporting Charleroi. Vervoort maakte op 26 juli 2013 tegen Club Brugge zijn debuut op het hoogste niveau.

## Clubstatistieken
| Seizoen | Club               | Land                | Competitie             | Competitie | Competitie | Beker | Beker | Europees | Europees | Totaal | Totaal |
| Seizoen | Club               | Land                | Competitie             | Wed.       | Dlp.       | Wed.  | Dlp.  | Wed.     | Dlp.     | Wed.   | Dlp.   |
| ------- | ------------------ | ------------------- | ---------------------- | ---------- | ---------- | ----- | ----- | -------- | -------- | ------ | ------ |
| 2012/13 | RSC Anderlecht     | Vlag van België     | Jupiler Pro League     | 0          | 0          | 0     | 0     | 0        | 0        | 0      | 0      |
| 2012/13 | → FC Eindhoven     | Vlag van Nederland  | Jupiler League         | 19         | 0          | 2     | 0     | —        | —        | 21     | 0      |
| 2013/14 | Sporting Charleroi | Vlag van België     | Jupiler Pro League     | 11         | 0          | 2     | 0     | —        | —        | 13     | 0      |
| 2014/15 | Sporting Charleroi | Vlag van België     | Jupiler Pro League     | 0          | 0          | 0     | 0     | —        | —        | 0      | 0      |
| 2015/16 | FC Nordsjælland    | Vlag van Denemarken | Superligaen            | 1          | 0          | 0     | 0     | —        | —        | 1      | 0      |
| 2017/18 | FCV Dender EH      | Vlag van België     | Eerste klasse amateurs | 24         | 2          | 0     | 0     | —        | —        | 24     | 2      |
| 2018/19 | FCV Dender EH      | Vlag van België     | Eerste klasse amateurs | 29         | 0          | 0     | 0     | —        | —        | 29     | 0      |
| 2019/20 | KSV Roeselare      | Vlag van België     | Proximus League        | 5          | 1          | 0     | 0     | —        | —        | 5      | 1      |
| Totaal  | Totaal             | Totaal              | Totaal                 | 89         | 1          | 4     | 0     | 0        | 0        | 93     | 1      |